# Lista de bancos de dados
Abaixo temos uma lista de bancos de dados, a lista mostra aplicativos que gerenciam banco de dados, com a exibição por modelo (hierárquico, em rede, relacional e orientado a objetos), linguagem (de definição, controle e manipulação de dados) e licença; para tanto, basta clicar na coluna em questão.
| Banco de dados       | Modelo            | Linguagem | Licença | Página         |
| -------------------- | ----------------- | --------- | ------- | -------------- |
| Apache               | ?                 | ?         | ?       | ?              |
| BlackfishSQL         | ?                 | ?         | ?       | ?              |
| Caché                | ?                 | ?         | ?       | ?              |
| Dataflex             | ?                 | ?         | ?       | ?              |
| DB2                  | ?                 | ?         | ?       | ?              |
| Derby                | Relacional        | ?         | ?       | ?              |
| FileMaker            | ?                 | ?         | ?       | ?              |
| Firebird             | Relacional        | ?         | ?       | ?              |
| H2                   | ?                 | ?         | ?       | ?              |
| HSQLDB               | ?                 | ?         | ?       | ?              |
| Informix             | ?                 | ?         | ?       | ?              |
| Ingres               | Relacional        | ?         | GPL     | Página oficial |
| InterBase            | ?                 | ?         | ?       | ?              |
| MaxDB                | ?                 | ?         | ?       | ?              |
| Microsoft SQL Server | Relacional        | ?         | ?       | ?              |
| MSAccess             | Relacional        | ?         | ?       | ?              |
| MSDE                 | ?                 | ?         | ?       | ?              |
| MySQL                | Relacional        | ?         | ?       | ?              |
| Oracle               | Relacional        | ?         | ?       | ?              |
| Paradox              | ?                 | ?         | ?       | ?              |
| PostgreSQL           | Objeto-Relacional | ?         | ?       | ?              |
| SmallSQL             | ?                 | ?         | ?       | ?              |
| SQLBase              | ?                 | ?         | ?       | ?              |
| SNeymar              | Relacional        | ?         | ?       | ?              |
| Sybase               | Relacional        | ?         | ?       | ?              |
| Viro                 | ?                 | ?         | ?       | ?              |